# IPhone 13
iPhone 13（アイフォーン サーティーン）とiPhone 13 mini（アイフォーン サーティーン ミニ）は、Appleによって製造、販売されていたスマートフォンである。これらは、iPhone 12に続く第15世代のiPhoneである。
2021年9月14日に、アメリカ合衆国カリフォルニア州クパチーノのApple Parkで開催されたApple Eventで、ハイエンドのiPhone 13 ProおよびiPhone 13 Pro Maxとともに発表された。
iOS 18.5で衛星通信に対応し、au Starlink Direct対応となった。

## デザイン
iPhone 13は、iPhone 12と基本的なデザインはほぼ同じだが、リアカメラが対角線上に配置されて大型化していることや、Face IDのTrueDepthセンサーが前モデルに比べて20％小型化している等の仕様の変更がある。
カラーは、ミッドナイト、スターライト、ブルー、ピンク、(PRODUCT)RED、グリーンの6色が設定された。このうち、グリーンは2022年3月9日3時のAppleイベントで発表された新色で、同年3月18日に発売された。
| Color | Name         |
| ----- | ------------ |
|       | ミッドナイト |
|       | スターライト |
|       | ブルー       |
|       | ピンク       |
|       | (PRODUCT)RED |
|       | グリーン     |

## 仕様

### ハードウェア
iPhone 13およびiPhone 13 miniはAppleが設計したA15 Bionic チップが搭載されている。iPhone 13および13 miniは6コアCPU、4コアGPUまた16コアNeural Engineを備えており、iPhone 13 Proおよび13 Pro Maxは5コアGPUを備えている。

#### ディスプレイ
iPhone 13は、OLED（有機EL）の6.1インチ Super Retina XDRディスプレイで、解像度は2532×1170ピクセル、ピクセル密度は約460ppi、リフレッシュレートは60hz、一方iPhone 13 miniは、13と同様のディスプレイを搭載した5.4インチのディスプレイで、解像度は2340×1080ピクセル、ピクセル密度は約476ppiとなっている。

#### カメラ
iPhone 13と13 miniは、3台のカメラが搭載されており、1台の前面カメラと2台の背面カメラ（広角カメラと超広角カメラ）がある。背面カメラには両方とも、センサーシフト光学式手ぶれ補正が内蔵されているため、より多くの光を集めるシステムにより大きなセンサーが含まれている。背面カメラには大きなセンサーが内蔵されているため、縦ではなく斜めにカメラが配置されている。
カメラは、スマートHDR 4と呼ばれるAppleの最新の計算エンジンを使用している。ユーザで、豊かなコントラスト、鮮やかな、暖かい、涼しいなど、キャプチャ中にさまざまな写真スタイルから選択することもできる。 Appleは、これがフィルタとは異なることを明確にしている。これは、キャプチャ中に画像処理アルゴリズムとインテリジェントに連携して、画像にローカル調整を適用するためである。
カメラアプリには、シネマティックモードと呼ばれる新しいモードが追加された。これにより、ユーザは、ソフトウェアアルゴリズムを使用して、被写体間で焦点を合わせ、浅い被写界深度を作成できる。 1080p、30fpsのワイドカメラと前面カメラでサポートされている。

#### 電源
電源端子はLightning端子である。USB-PDで20W以上のアダプタ使用して急速充電を行った場合、30分で50%充電することが可能である（公式値）。iMacやMacBook ProのUSB-Cポートでは15Wでの急速充電が出来る 他、MacのUSB Type-AポートでもUSB-PDより遅い10Wで急速充電ができる。
無線充電には、Qiで7.5W給電に対応する他、MagSafeおよびQi2（iOS 17.2以降）による最大15W給電にも対応している。

### ソフトウェア
iPhone 13およびiPhone 13 miniの初期搭載OSはiOS 15.0であった。

## 修理
iPhone 13シリーズのディスプレイは、小さなマイクロコントローラーを介して本体と同期をし、非正規パーツに交換できない設計である。AppleおよびApple正規サービスプロバイダのみ、修理後の本体とディスプレイを紐付けるための専用ソフトウェアが利用できる。またディスプレイの非正規修理を行うとFace IDなどの一部機能が制限される。